# Караси, Станислав
Ста́нислав Ка́раси (серб. Станислав Караси; 8 ноября 1946, Белград, ФНРЮ) — югославский футболист, нападающий.

## Карьера

### В сборной
В сборной Югославии Станислав Караси дебютировал 9 мая 1973 года в товарищеском матче со сборной ФРГ, завершившимся со счётом 1:0. В составе сборной Караси принял участие в чемпионате мира 1974 года. Своё последнее выступление за сборную Караси провёл на чемпионате мира 1974 года против сборной Швеции 3 июля 1974 года, тот матч завершился поражением югославов со счётом 1:2. Всего же за сборную Караси сыграл 10 официальных матчей в которых забил 4 гола. Также Караси сыграл 1 матч за молодёжную сборную Югославии.
| №  | Дата            | Соперник  | Счёт | Голы | Турнир                    |
| 1  | 9 мая 1973      | ФРГ       | 1:0  | -    | Товарищеский матч         |
| 2  | 13 мая 1973     | Польша    | 2:2  | -    | Товарищеский матч         |
| 3  | 21 октября 1973 | Испания   | 0:0  | -    | Отборочный матч к ЧМ 1974 |
| 4  | 19 декабря 1973 | Греция    | 4:2  | 2    | Отборочный матч к ЧМ 1974 |
| 5  | 13 февраля 1974 | Испания   | 1:0  | -    | Отборочный матч к ЧМ 1974 |
| 6  | 17 апреля 1974  | СССР      | 0:1  | -    | Товарищеский матч         |
| 7  | 22 июня 1974    | Шотландии | 1:1  | 1    | Чемпионат мира 1974       |
| 8  | 26 июня 1974    | ФРГ       | 0:2  | -    | Чемпионат мира 1974       |
| 9  | 30 июня 1974    | Польша    | 1:2  | 1    | Чемпионат мира 1974       |
| 10 | 3 июля 1974     | Швеция    | 1:2  | -    | Чемпионат мира 1974       |

Итого: 10 матчей / 4 гола; 3 победы, 3 ничьих, 4 поражения.

## Достижения
«Црвена Звезда»
- Чемпион Югославии (3): 1969, 1970, 1973
- Серебряный призёр чемпионата Югославии: 1972
- Бронзовый призёр чемпионата Югославии: 1974
- Обладатель Кубка Югославии (2): 1970, 1971
- Финалист Кубка Югославии: 1973